# سرجیو اولیویرا
سرجیو اولیویرا (انگلیسی: Sérgio Oliveira؛ زادهٔ ۲ ژوئن ۱۹۹۲) بازیکن فوتبال اهل پرتغال است.
از باشگاه‌هایی که در آن بازی کرده است می‌توان به باشگاه فوتبال پاسوژ د فریرا، باشگاه فوتبال بیرامار، باشگاه فوتبال مشلان، باشگاه فوتبال پنافیل، و باشگاه فوتبال پورتو اشاره کرد.
وی همچنین در تیم‌های ملی فوتبال زیر ۱۷ سال پرتغال، زیر ۲۰ سال پرتغال، زیر ۲۱ سال پرتغال، زیر ۲۳ سال پرتغال و پرتغال بازی کرده است.